# Leandro Paulo Roberto Souza
Leandro Paulo Roberto Souza, meglio noto come Leandro (Recife, 23 febbraio 1987), è un calciatore brasiliano, attaccante del Red Black Pfaffenthal.

## Carriera
Durante l'annata 2012-2013, con il Mirandela, è arrivato secondo nella classifica capocannonieri in Segunda Divisão.